# Сайлер, Рональд
Ро́нальд Са́йлер (англ. Ronald Siler; род. 8 апреля 1980, Ноксвилл) — американский боксёр, представитель наилегчайших весовых категорий. Выступал за сборную США по боксу в период 1998—2004 годов, бронзовый призёр чемпионата мира, чемпион Игр доброй воли, многократный победитель американского национального первенства среди любителей и национального турнира «Золотые перчатки», участник летних Олимпийских игр в Афинах.

## Биография
Рональд Сайлер родился 8 апреля 1980 года в городе Ноксвилл штата Теннесси, США. Детство провёл в Цинциннати, имел девятерых братьев и сестёр, при этом воспитывался в основном отцом. Занимался боксом с семилетнего возраста.
Первого серьёзного успеха в боксе добился в сезоне 1998 года, когда стал чемпионом США среди любителей в зачёте первой наилегчайшей весовой категории. Впоследствии ещё дважды выигрывал национальное первенство и три раза был лучшим на национальном турнире «Золотые перчатки».
В 1999 году боксировал на Панамериканских играх в Виннипеге, проиграв уже на предварительном этапе титулованному кубинцу Маикро Ромеро.
В 2001 году одержал победу на Играх доброй воли в Брисбене, где в числе прочих победил таких известных боксёров как Марьян Велику и Сергей Казаков в полуфинале и финале соответственно. Также добавил в послужной список награду бронзового достоинства, полученную на чемпионате мира в Белфасте.
В 2003 году боксировал на мировом первенстве в Бангкоке, но попасть здесь в число призёров не смог — уже в 1/16 финала наилегчайшего веса был остановлен болгарином Александром Александровым.
Благодаря череде удачных выступлений удостоился права защищать честь страны на летних Олимпийских играх 2004 года в Афинах — в категории до 51 кг благополучно прошёл первого соперника по турнирной сетке, тогда как во втором бою со счётом 22:45 потерпел поражение от узбека Тулашбоя Дониёрова.
На протяжении всей спортивной карьеры Сайлер имел серьёзные проблемы с законом, неоднократно арестовывался за хранение и продажу наркотиков, участвовал в уличных драках, дважды был ранен из огнестрельного оружия. В 2010 году он решил попробовать себя в профессиональном боксе, но провёл только два боя, из которых один выиграл и один проиграл.